# Charora persa
Charora persa är en insektsart som beskrevs av Boris Petrovich Uvarov 1933. Charora persa ingår i släktet Charora och familjen gräshoppor.

## Underarter
Arten delas in i följande underarter:
- C. p. persa
- C. p. rugosa